# シャルロッテ・フォン・リーグニッツ＝ブリーク
カロリナ・レグニツカ（波：Karolina Legnicka）またはシャルロッテ・フォン・リーグニッツ＝ブリーク＝ヴォーラウ（独：Charlotte von Liegnitz-Brieg-Wohlau, 1652年12月2日 - 1707年12月24日）は、シュレースヴィヒ＝ホルシュタイン＝ゾンダーブルク＝ヴィーゼンブルク公フリードリヒの妃。レグニツァ＝ブジェク＝ヴォウフ＝オワヴァ公フリスティアンの長女で、母はアンハルト＝デッサウ侯ヨハン・カジミールの娘ルイーゼ。

## 生涯
レグニツァ公爵夫妻の長子として生まれた。両親はそれまでピャスト家の女性達が誰も名乗らなかった「カロリナ」を娘の名前にした。洗礼式は1653年1月1日に行われた。洗礼の代父には一族の長老である大叔父のレグニツァ公イェジ・ルドルフが選ばれたが、イェジ・ルドルフはこの時重病を患っており（この13日後の1月14日に死亡）、結局伯父のルドヴィク4世が代父を務めた。
1653年にイェジ・ルドルフが死ぬとイェジ3世、ルドヴィク4世、フリスティアンの3兄弟が共同統治者として遺領を相続したが、翌1654年には領土を分割することになった。この分割相続において、カロリナの父親は最も貧しい土地であるヴォウフとオワヴァを与えられた。しかし1663年、1664年に2人の兄が相次いで死んだため、フリスティアンはレグニツァ＝ブジェクの統一公国の支配者となった。
レグニツァ公爵夫妻は娘に厳格なカルヴァン主義教育を受けさせた。カロリナは4歳になるまで父フリスティアンにとって唯一の子供だった。1657年7月28日、カロリナの妹ルドヴィカが生まれ、ポーランド王妃ルドヴィーカ・マリアが洗礼の代母を務めた。しかしこの妹は1660年2月6日に幼くして亡くなった。その7か月後、公爵夫人ルイーゼは長男イェジ・ヴィルヘルムを出産した。1664年1月15日、公爵夫妻には次男フリスティアン・ルドヴィクが生まれたが、この公子は1667年2月27日に死んだため、レグニツァ公夫妻の子供で幼年期を生き延びたのはカロリナとイェジ・ヴィルヘルムだけだった。
父は1672年2月28日に没し、弟のイェジ・ヴィルヘルムが後継者となったが、幼いために母が摂政となった。数ヵ月後、カロリナはシュレースヴィヒ＝ホルシュタイン＝ゾンダーブルク＝ヴィーセンブルク公フリードリヒと結婚した。フリードリヒはデンマーク王クリスティアン3世の男系の玄孫にあたった。新郎はカトリック貴族の家系の出で、皇帝軍に胸甲騎兵として仕える軍人だった。カロリナはおそらく、母の取り巻きだったイエズス会士を通じてフリードリヒと知り合ったものと思われる。愛情というよりは政略的な理由から、カロリナはカトリックに改宗した。1672年7月4日、カロリナとフリードリヒは密かに結婚し、それから1年近く経った1673年5月3日に公式の結婚式が行われ、翌1674年1月12日、カロリナは一人息子レオポルトを出産した。しかし夫婦関係は上手くいかず、神聖ローマ皇帝レオポルト1世の同意のもとで1680年8月に夫妻は離別した。離別時の法的な取り決めにより、息子は父親に引き取られた。
1675年11月21日、弟でピャスト家最後の統治者であるイェジ・ヴィルヘルムが15歳で未婚のまま亡くなった。カロリナは公国を相続できる可能性を模索した。しかし皇帝レオポルト1世は彼女の願いを聞き届けず、公爵領を皇帝の属領に併合した。1680年9月14日、皇帝の勅令によってカロリナには年6000ターラーの年金を与えられることが決まった（後に4000ターラーに減額された）。カロリナは先祖が築いた古都ヴロツワフに居を定めた。彼女は慈善事業に熱心で、信心深く孤独な生活を続けた。
1707年12月24日、55歳でヴロツワフで亡くなった。彼女の心臓は銀製の壺に収められて同市の聖クララ教会に安置され、遺骸はトシェブニツァの修道院に埋葬された。この埋葬は、「ピャステウム（Piasteum）」と呼ばれるレグニツァ公家代々の墓所に娘の墓を用意していた母ルイーゼ（1680年没）の遺志に反したものだった。カロリナが埋められる予定だった場所は現在も空のままである。